# 라 포르탈레사

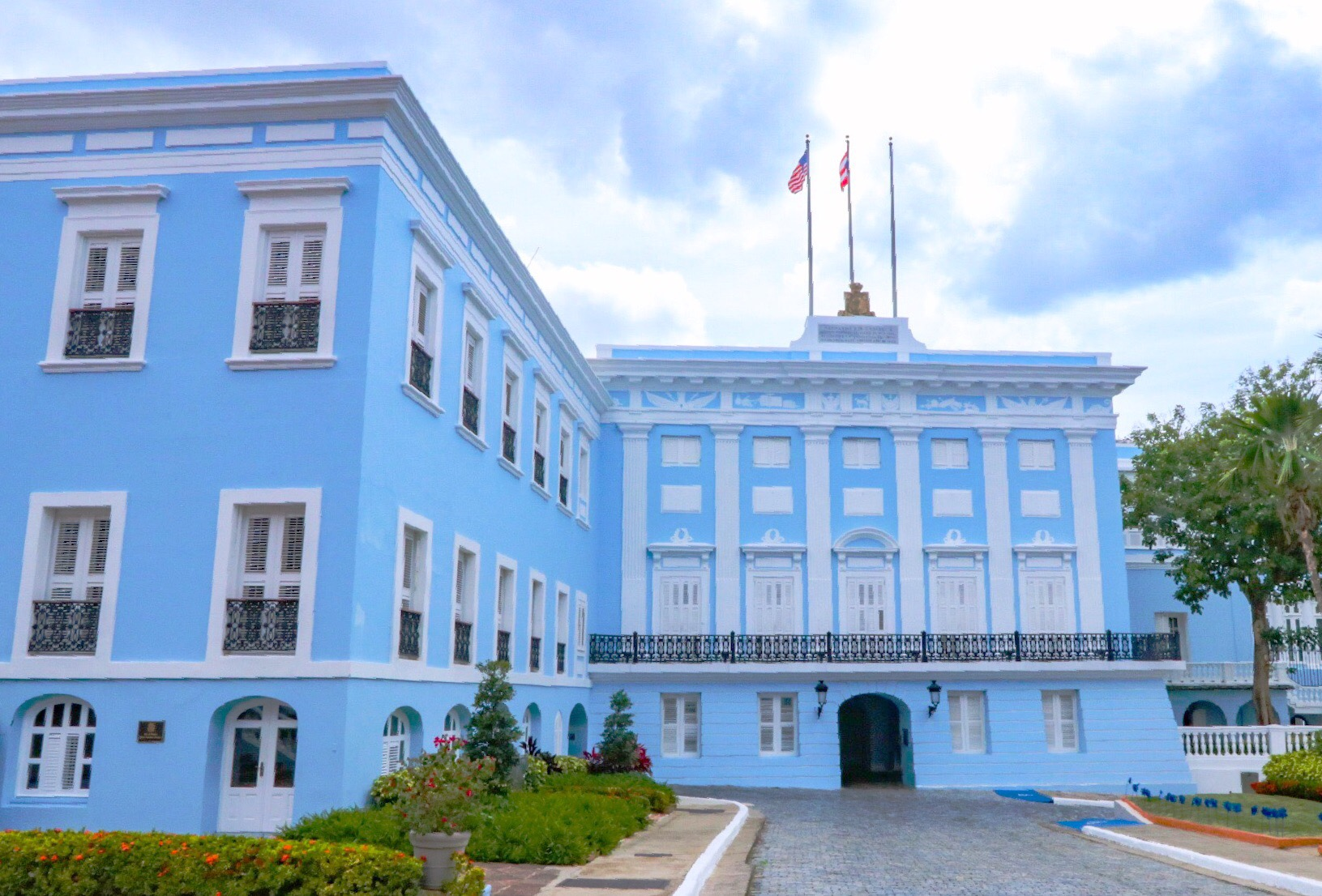
라 포르탈레사

라 포르탈레사(스페인어: La Fortaleza) 또는 산타카탈리나궁(스페인어: Palacio de Santa Catalina)는 푸에르토리코 지사의 관저다. 수도인 산후안의 비에호산후안에 위치한 이 건물은 16세기부터 지사 관저로 사용되어 신대륙에서 지속적으로 사용된 가장 오래된 행정 주택이 되었다. 1533년에서 1540년 사이에 스페인의 카를로스 1세의 명령으로 지어진 이 건물은 비에호산후안의 항구인 산후안만을 방어하기 위해 스페인인이 산후안섬에 건설한 최초의 요새였다. 1983년에 세계유산으로 지정되었다.

## 구조
라 포르탈레사는 원래 시우다드데푸에르토리코로 알려졌던 유서 깊은 도시 비에호산후안에 건설된 최초의 방어 요새였으며, 산 펠리페 델 모로 성(Castillo San Felipe del Morro)과 산 크리스토발 요새(Fort San Cristóbal)를 포함하여 도시를 보호하기 위해 건설된 여러 군사 시설 중 첫 번째였다. 이 요새는 당시 카리브 제도와 유럽 열강의 공격을 방어하기 위해 신성 로마 제국 황제 카를 5세의 인가를 받아 건설되었다.
원래 이 건물은 네 개의 벽으로 둘러싸여 있었고, 그 안에는 오마주 타워(Homage Tower)라고 불리는 원형 탑이 있었다. 군사 전통에 따라, 이 탑 꼭대기에서 주지사는 중요한 순간에 스페인 국왕과 왕비에게 충성 서약을 했다. 이후 오스트랄 타워(Austral Tower) 라는 두 번째 탑이 건설되었다.
1640년 재건축 당시, 원래 요새 성벽 밖에 있던 산타 카탈리나 알레한드리아의 이름을 딴 예배당이 구조물의 성벽에 통합되면서, 산타카탈리나궁(Palacio de Santa Catalina)이라는 다른 이름이 생겨났다.
이 단지는 현재 몇 개의 부속 건물로 구성되어 있으며, 2층에는 정식 거주 공간이, 3층에는 개인 공간이 있다. 만을 바라보는 높은 성벽이 내려다보이며, 집 북쪽 경계에는 아늑한 정원과 수영장이 있다.